# Marie Byrd Seamount
Marie Byrd Seamount är ett djuphavsberg i Antarktis. Det ligger i havet utanför Västantarktis. Inget land gör anspråk på området.